# 윤설희
윤설희(尹雪姬, 1984년 11월 4일 ~ )는 대한민국의 배우이다.

## 사건
- 2009년 6월 23일 서울중앙지법 형사합의 27부는 마약 투약 및 밀반입 혐의로 기소된 배우 윤설희에게 징역 3년을 선고하였다. 재판부는 판결문을 통하여 “엑스터시와 케타민은 환각작용이 메스암페타민과 LSD에 못지 않으나 가격이 저렴하고 경구 투약이 가능해 사회전반에 확산될 우려가 있다”, “연예인들의 마약사건은 대중, 특히 청소년에게 미치는 영향이 큰 부분을 감안한 필요가 있다”, “특히 윤씨는 주변인들에게 투약을 권유한 것으로 보이는 점, 6차례 밀수입에 관여한 점 등을 미뤄볼 때 죄질이 불량한 것으로 보인다”라고 밝히었다. 또 함께 기소된 배우 주지훈과 모델 예학영에게는 각각 징역 6월에 집행유예 1년, 사회봉사 120시간, 추징금 36만원과 징역 2년 6개월과 집행유예 4년, 보호관찰 2년, 사회봉사 200시간을 선고하였다.[1]

결국 윤설희는 KBS 출연정지를 당했고  나중에는 MBC와 EBS에서도 출연정지 징계가 내려져야 했다.

## 연기 활동

### 드라마
- 《대망》 (2002년, SBS) - 호위무사 역
- 《가족연애사 시즌2》 (2007년, OCN) - 구지인 역
- 《유혹의 기술》 (2008년, OCN) - 클럽녀 역
- 《온에어》 (2008년, SBS) - 룸싸롱 아가씨 역
- 《도시괴담 데자뷰 3 - 화상채팅》 (2008년, 수퍼 액션) - 정화 역

### 영화
- 2006년 《예의없는 것들》
- 2006년 《타짜》
- 2007년 《바람 피기 좋은 날》
- 2007년 《이장과 군수》
- 2007년 《색즉시공 시즌 2》
- 2008년 《당신이 잠든 사이에》
- 2009년 《불꽃처럼 나비처럼》
- 2009년 《펜트하우스 코끼리》 - 교복 걸 역
- 2014년 《먹이사슬》
- 2014년 《사토미를 찾아라》
- 2014년 《거짓말 2014》
- 2014년 《환상》
- 2015년 《두 번째 엄마》
- 2015년 《7공주 대리운전》
- 2015년 《새폴더2》
- 2015년 《나쁜 수업》

### 뮤직비디오
- 2004년 《듀크 - 헌터스》

## 같이 보기
- 주지훈
- 예학영